# اوتو بایر
اوتو بایر (آلمانی: Otto Bayer؛ ۴ نوامبر ۱۹۰۲ – ۱ اوت ۱۹۸۲) یک شیمی‌دان اهل آلمان بود.